# Corydalus vetustus
Corydalus vetustus là một loài côn trùng trong họ Corydalidae thuộc bộ Megaloptera. Loài này được Oppenheim miêu tả năm 1888.